# Miron Ivanov
Miron Ivanov, Мирон Василев Иванов (Szófia, 1931. július 1. – Szófia, 1988. december 7.) bolgár író, tudományos-fantasztikus szerző.

## Élete
1957-ben Szófiában gyógyszerészi diplomát szerzett. 1955 és 1960 közt a Вечерни новини című lap szerkesztője volt. 1960 és 1970 közt előbb a Труд, majd a Стършел című lapok munkatársaként tevékenykedett.  
Munkái gyűjteményes összkiadása négy kötetben jelent meg 1998 és 2001 közt a bolgár Атлантида kiadó gondozásában. Elsősorban humoros novellákat, elbeszéléseket, valamint tudományos-fantasztikus történeteket írt. 
Legismertebb művei az 1975-ben megjelent Живей като другите и бъди благословен című groteszk-szatirikus regény, a Трендафил лети с ракета (1981) című regény, valamint a За лулите и нулите (1982) című antológia. Munkáit Európa számos nyelvére lefordították.

## Magyarul megjelent művei
- Földrengés (novella, Még egyszer a delfinekről c. antológia, Európa Kiadó, 1973)
- Repülés, különös véleménnyel (novella, Galaktika 29., 1978)

## Fordítás
- Ez a szócikk részben vagy egészben  a(z)   Мирон Иванов című bolgár Wikipédia-szócikk ezen változatának fordításán alapul.  Az eredeti cikk szerkesztőit annak laptörténete sorolja fel. Ez a jelzés csupán a megfogalmazás eredetét és a szerzői jogokat jelzi, nem szolgál a cikkben szereplő információk forrásmegjelöléseként.